# Каминер, Сергей Михайлович
Серге́й Миха́йлович Ками́нер (13 (26) августа 1908, Нижний Новгород — 27 сентября 1938) — советский шахматист и шахматный композитор-этюдист. 27 его этюдов занимали высокие места на шахматных конкурсах 1920—1930-х годов. По основной специальности — химик-технолог. Расстрелян в возрасте 30 лет во время Большого террора.

## Биография
Сергей Михайлович родился в 1908 году в Нижнем Новгороде. В 1926 году поступил на химический факультет МВТУ им. Баумана, где получил диплом инженера-химика. Позднее жил в Ленинграде и Москве, работал инженером-технологом на заводе «Каучук». Последнее место работы: Москва, начальник технического отдела управления «Главрезина».
С детства увлёкся шахматами, был сильным мастером практической игры. Один из основателей советской этюдной школы. Автор первой в СССР задачи на кооперативный мат (1927).
Первый этюд Каминер опубликовал в 1924 году. Всего он составил 65 этюдов. 27 из них отмечены высокими отличиями на конкурсах, 3 получили высший приз, 9 — второй или третий. 12 его этюдов вошли в «Альбом ФИДЕ» за 1914—1944 годы. В 1932—1938 годах Каминер и Е. Сомов-Насимович были редакторами отдела этюдов шахматной газеты «64». Опубликовал ряд методических статей, участвовал в качестве судьи в этюдных конкурсах этой газеты.
Арестован 17 августа 1938 г., обвинён в принадлежности к контрреволюционной террористической организации. 27 сентября 1938 г. приговорен ВКВС СССР к расстрелу, расстрелян в тот же день. Место захоронения - Московская обл., полигон Коммунарка. Реабилитирован 11 июля 1956 г..
Незадолго до ареста Каминер, предчувствуя беду, передал своему многолетнему другу Михаилу Ботвиннику тетрадь со своими этюдами. После смерти Сталина эти материалы послужили основой для сборника этюдов Каминера.

## Оценки
«Он сразу по мастерству стал в один ряд с такими корифеями, как Троицкий, братья Платовы и Л. Куббель» (М. М. Ботвинник).
«Каминер составил немного этюдов, но каждое его новое произведение было всегда событием в композиторском мире».
«Глубокий, талантливый С. Каминер обладал исключительным чувством равновесия, гармонии, естественности, и все его этюды кажутся эндшпилями сыгранных партий».

## Избранные этюды
Каминер предпочитал этюды с легкофигурным материалом, насыщенные яркой, остроумной игрой и контригрой, с эффектными, нешаблонными комбинациями.
|   | a | b | c | d | e | f | g | h |   |
| - | --- | --- | --- | --- | --- | --- | --- | --- | - |
| 8 | c7 чёрная пешка · f7 чёрный король · e6 чёрная пешка · g6 белый конь · h6 белая пешка · a5 чёрная пешка · g5 чёрная пешка · a3 чёрный слон · a2 белая пешка · f2 белая пешка · h2 белая пешка · b1 белый король · d1 чёрный слон · g1 белый конь | c7 чёрная пешка · f7 чёрный король · e6 чёрная пешка · g6 белый конь · h6 белая пешка · a5 чёрная пешка · g5 чёрная пешка · a3 чёрный слон · a2 белая пешка · f2 белая пешка · h2 белая пешка · b1 белый король · d1 чёрный слон · g1 белый конь | c7 чёрная пешка · f7 чёрный король · e6 чёрная пешка · g6 белый конь · h6 белая пешка · a5 чёрная пешка · g5 чёрная пешка · a3 чёрный слон · a2 белая пешка · f2 белая пешка · h2 белая пешка · b1 белый король · d1 чёрный слон · g1 белый конь | c7 чёрная пешка · f7 чёрный король · e6 чёрная пешка · g6 белый конь · h6 белая пешка · a5 чёрная пешка · g5 чёрная пешка · a3 чёрный слон · a2 белая пешка · f2 белая пешка · h2 белая пешка · b1 белый король · d1 чёрный слон · g1 белый конь | c7 чёрная пешка · f7 чёрный король · e6 чёрная пешка · g6 белый конь · h6 белая пешка · a5 чёрная пешка · g5 чёрная пешка · a3 чёрный слон · a2 белая пешка · f2 белая пешка · h2 белая пешка · b1 белый король · d1 чёрный слон · g1 белый конь | c7 чёрная пешка · f7 чёрный король · e6 чёрная пешка · g6 белый конь · h6 белая пешка · a5 чёрная пешка · g5 чёрная пешка · a3 чёрный слон · a2 белая пешка · f2 белая пешка · h2 белая пешка · b1 белый король · d1 чёрный слон · g1 белый конь | c7 чёрная пешка · f7 чёрный король · e6 чёрная пешка · g6 белый конь · h6 белая пешка · a5 чёрная пешка · g5 чёрная пешка · a3 чёрный слон · a2 белая пешка · f2 белая пешка · h2 белая пешка · b1 белый король · d1 чёрный слон · g1 белый конь | c7 чёрная пешка · f7 чёрный король · e6 чёрная пешка · g6 белый конь · h6 белая пешка · a5 чёрная пешка · g5 чёрная пешка · a3 чёрный слон · a2 белая пешка · f2 белая пешка · h2 белая пешка · b1 белый король · d1 чёрный слон · g1 белый конь | 8 |
| 7 | c7 чёрная пешка · f7 чёрный король · e6 чёрная пешка · g6 белый конь · h6 белая пешка · a5 чёрная пешка · g5 чёрная пешка · a3 чёрный слон · a2 белая пешка · f2 белая пешка · h2 белая пешка · b1 белый король · d1 чёрный слон · g1 белый конь | c7 чёрная пешка · f7 чёрный король · e6 чёрная пешка · g6 белый конь · h6 белая пешка · a5 чёрная пешка · g5 чёрная пешка · a3 чёрный слон · a2 белая пешка · f2 белая пешка · h2 белая пешка · b1 белый король · d1 чёрный слон · g1 белый конь | c7 чёрная пешка · f7 чёрный король · e6 чёрная пешка · g6 белый конь · h6 белая пешка · a5 чёрная пешка · g5 чёрная пешка · a3 чёрный слон · a2 белая пешка · f2 белая пешка · h2 белая пешка · b1 белый король · d1 чёрный слон · g1 белый конь | c7 чёрная пешка · f7 чёрный король · e6 чёрная пешка · g6 белый конь · h6 белая пешка · a5 чёрная пешка · g5 чёрная пешка · a3 чёрный слон · a2 белая пешка · f2 белая пешка · h2 белая пешка · b1 белый король · d1 чёрный слон · g1 белый конь | c7 чёрная пешка · f7 чёрный король · e6 чёрная пешка · g6 белый конь · h6 белая пешка · a5 чёрная пешка · g5 чёрная пешка · a3 чёрный слон · a2 белая пешка · f2 белая пешка · h2 белая пешка · b1 белый король · d1 чёрный слон · g1 белый конь | c7 чёрная пешка · f7 чёрный король · e6 чёрная пешка · g6 белый конь · h6 белая пешка · a5 чёрная пешка · g5 чёрная пешка · a3 чёрный слон · a2 белая пешка · f2 белая пешка · h2 белая пешка · b1 белый король · d1 чёрный слон · g1 белый конь | c7 чёрная пешка · f7 чёрный король · e6 чёрная пешка · g6 белый конь · h6 белая пешка · a5 чёрная пешка · g5 чёрная пешка · a3 чёрный слон · a2 белая пешка · f2 белая пешка · h2 белая пешка · b1 белый король · d1 чёрный слон · g1 белый конь | c7 чёрная пешка · f7 чёрный король · e6 чёрная пешка · g6 белый конь · h6 белая пешка · a5 чёрная пешка · g5 чёрная пешка · a3 чёрный слон · a2 белая пешка · f2 белая пешка · h2 белая пешка · b1 белый король · d1 чёрный слон · g1 белый конь | 7 |
| 6 | c7 чёрная пешка · f7 чёрный король · e6 чёрная пешка · g6 белый конь · h6 белая пешка · a5 чёрная пешка · g5 чёрная пешка · a3 чёрный слон · a2 белая пешка · f2 белая пешка · h2 белая пешка · b1 белый король · d1 чёрный слон · g1 белый конь | c7 чёрная пешка · f7 чёрный король · e6 чёрная пешка · g6 белый конь · h6 белая пешка · a5 чёрная пешка · g5 чёрная пешка · a3 чёрный слон · a2 белая пешка · f2 белая пешка · h2 белая пешка · b1 белый король · d1 чёрный слон · g1 белый конь | c7 чёрная пешка · f7 чёрный король · e6 чёрная пешка · g6 белый конь · h6 белая пешка · a5 чёрная пешка · g5 чёрная пешка · a3 чёрный слон · a2 белая пешка · f2 белая пешка · h2 белая пешка · b1 белый король · d1 чёрный слон · g1 белый конь | c7 чёрная пешка · f7 чёрный король · e6 чёрная пешка · g6 белый конь · h6 белая пешка · a5 чёрная пешка · g5 чёрная пешка · a3 чёрный слон · a2 белая пешка · f2 белая пешка · h2 белая пешка · b1 белый король · d1 чёрный слон · g1 белый конь | c7 чёрная пешка · f7 чёрный король · e6 чёрная пешка · g6 белый конь · h6 белая пешка · a5 чёрная пешка · g5 чёрная пешка · a3 чёрный слон · a2 белая пешка · f2 белая пешка · h2 белая пешка · b1 белый король · d1 чёрный слон · g1 белый конь | c7 чёрная пешка · f7 чёрный король · e6 чёрная пешка · g6 белый конь · h6 белая пешка · a5 чёрная пешка · g5 чёрная пешка · a3 чёрный слон · a2 белая пешка · f2 белая пешка · h2 белая пешка · b1 белый король · d1 чёрный слон · g1 белый конь | c7 чёрная пешка · f7 чёрный король · e6 чёрная пешка · g6 белый конь · h6 белая пешка · a5 чёрная пешка · g5 чёрная пешка · a3 чёрный слон · a2 белая пешка · f2 белая пешка · h2 белая пешка · b1 белый король · d1 чёрный слон · g1 белый конь | c7 чёрная пешка · f7 чёрный король · e6 чёрная пешка · g6 белый конь · h6 белая пешка · a5 чёрная пешка · g5 чёрная пешка · a3 чёрный слон · a2 белая пешка · f2 белая пешка · h2 белая пешка · b1 белый король · d1 чёрный слон · g1 белый конь | 6 |
| 5 | c7 чёрная пешка · f7 чёрный король · e6 чёрная пешка · g6 белый конь · h6 белая пешка · a5 чёрная пешка · g5 чёрная пешка · a3 чёрный слон · a2 белая пешка · f2 белая пешка · h2 белая пешка · b1 белый король · d1 чёрный слон · g1 белый конь | c7 чёрная пешка · f7 чёрный король · e6 чёрная пешка · g6 белый конь · h6 белая пешка · a5 чёрная пешка · g5 чёрная пешка · a3 чёрный слон · a2 белая пешка · f2 белая пешка · h2 белая пешка · b1 белый король · d1 чёрный слон · g1 белый конь | c7 чёрная пешка · f7 чёрный король · e6 чёрная пешка · g6 белый конь · h6 белая пешка · a5 чёрная пешка · g5 чёрная пешка · a3 чёрный слон · a2 белая пешка · f2 белая пешка · h2 белая пешка · b1 белый король · d1 чёрный слон · g1 белый конь | c7 чёрная пешка · f7 чёрный король · e6 чёрная пешка · g6 белый конь · h6 белая пешка · a5 чёрная пешка · g5 чёрная пешка · a3 чёрный слон · a2 белая пешка · f2 белая пешка · h2 белая пешка · b1 белый король · d1 чёрный слон · g1 белый конь | c7 чёрная пешка · f7 чёрный король · e6 чёрная пешка · g6 белый конь · h6 белая пешка · a5 чёрная пешка · g5 чёрная пешка · a3 чёрный слон · a2 белая пешка · f2 белая пешка · h2 белая пешка · b1 белый король · d1 чёрный слон · g1 белый конь | c7 чёрная пешка · f7 чёрный король · e6 чёрная пешка · g6 белый конь · h6 белая пешка · a5 чёрная пешка · g5 чёрная пешка · a3 чёрный слон · a2 белая пешка · f2 белая пешка · h2 белая пешка · b1 белый король · d1 чёрный слон · g1 белый конь | c7 чёрная пешка · f7 чёрный король · e6 чёрная пешка · g6 белый конь · h6 белая пешка · a5 чёрная пешка · g5 чёрная пешка · a3 чёрный слон · a2 белая пешка · f2 белая пешка · h2 белая пешка · b1 белый король · d1 чёрный слон · g1 белый конь | c7 чёрная пешка · f7 чёрный король · e6 чёрная пешка · g6 белый конь · h6 белая пешка · a5 чёрная пешка · g5 чёрная пешка · a3 чёрный слон · a2 белая пешка · f2 белая пешка · h2 белая пешка · b1 белый король · d1 чёрный слон · g1 белый конь | 5 |
| 4 | c7 чёрная пешка · f7 чёрный король · e6 чёрная пешка · g6 белый конь · h6 белая пешка · a5 чёрная пешка · g5 чёрная пешка · a3 чёрный слон · a2 белая пешка · f2 белая пешка · h2 белая пешка · b1 белый король · d1 чёрный слон · g1 белый конь | c7 чёрная пешка · f7 чёрный король · e6 чёрная пешка · g6 белый конь · h6 белая пешка · a5 чёрная пешка · g5 чёрная пешка · a3 чёрный слон · a2 белая пешка · f2 белая пешка · h2 белая пешка · b1 белый король · d1 чёрный слон · g1 белый конь | c7 чёрная пешка · f7 чёрный король · e6 чёрная пешка · g6 белый конь · h6 белая пешка · a5 чёрная пешка · g5 чёрная пешка · a3 чёрный слон · a2 белая пешка · f2 белая пешка · h2 белая пешка · b1 белый король · d1 чёрный слон · g1 белый конь | c7 чёрная пешка · f7 чёрный король · e6 чёрная пешка · g6 белый конь · h6 белая пешка · a5 чёрная пешка · g5 чёрная пешка · a3 чёрный слон · a2 белая пешка · f2 белая пешка · h2 белая пешка · b1 белый король · d1 чёрный слон · g1 белый конь | c7 чёрная пешка · f7 чёрный король · e6 чёрная пешка · g6 белый конь · h6 белая пешка · a5 чёрная пешка · g5 чёрная пешка · a3 чёрный слон · a2 белая пешка · f2 белая пешка · h2 белая пешка · b1 белый король · d1 чёрный слон · g1 белый конь | c7 чёрная пешка · f7 чёрный король · e6 чёрная пешка · g6 белый конь · h6 белая пешка · a5 чёрная пешка · g5 чёрная пешка · a3 чёрный слон · a2 белая пешка · f2 белая пешка · h2 белая пешка · b1 белый король · d1 чёрный слон · g1 белый конь | c7 чёрная пешка · f7 чёрный король · e6 чёрная пешка · g6 белый конь · h6 белая пешка · a5 чёрная пешка · g5 чёрная пешка · a3 чёрный слон · a2 белая пешка · f2 белая пешка · h2 белая пешка · b1 белый король · d1 чёрный слон · g1 белый конь | c7 чёрная пешка · f7 чёрный король · e6 чёрная пешка · g6 белый конь · h6 белая пешка · a5 чёрная пешка · g5 чёрная пешка · a3 чёрный слон · a2 белая пешка · f2 белая пешка · h2 белая пешка · b1 белый король · d1 чёрный слон · g1 белый конь | 4 |
| 3 | c7 чёрная пешка · f7 чёрный король · e6 чёрная пешка · g6 белый конь · h6 белая пешка · a5 чёрная пешка · g5 чёрная пешка · a3 чёрный слон · a2 белая пешка · f2 белая пешка · h2 белая пешка · b1 белый король · d1 чёрный слон · g1 белый конь | c7 чёрная пешка · f7 чёрный король · e6 чёрная пешка · g6 белый конь · h6 белая пешка · a5 чёрная пешка · g5 чёрная пешка · a3 чёрный слон · a2 белая пешка · f2 белая пешка · h2 белая пешка · b1 белый король · d1 чёрный слон · g1 белый конь | c7 чёрная пешка · f7 чёрный король · e6 чёрная пешка · g6 белый конь · h6 белая пешка · a5 чёрная пешка · g5 чёрная пешка · a3 чёрный слон · a2 белая пешка · f2 белая пешка · h2 белая пешка · b1 белый король · d1 чёрный слон · g1 белый конь | c7 чёрная пешка · f7 чёрный король · e6 чёрная пешка · g6 белый конь · h6 белая пешка · a5 чёрная пешка · g5 чёрная пешка · a3 чёрный слон · a2 белая пешка · f2 белая пешка · h2 белая пешка · b1 белый король · d1 чёрный слон · g1 белый конь | c7 чёрная пешка · f7 чёрный король · e6 чёрная пешка · g6 белый конь · h6 белая пешка · a5 чёрная пешка · g5 чёрная пешка · a3 чёрный слон · a2 белая пешка · f2 белая пешка · h2 белая пешка · b1 белый король · d1 чёрный слон · g1 белый конь | c7 чёрная пешка · f7 чёрный король · e6 чёрная пешка · g6 белый конь · h6 белая пешка · a5 чёрная пешка · g5 чёрная пешка · a3 чёрный слон · a2 белая пешка · f2 белая пешка · h2 белая пешка · b1 белый король · d1 чёрный слон · g1 белый конь | c7 чёрная пешка · f7 чёрный король · e6 чёрная пешка · g6 белый конь · h6 белая пешка · a5 чёрная пешка · g5 чёрная пешка · a3 чёрный слон · a2 белая пешка · f2 белая пешка · h2 белая пешка · b1 белый король · d1 чёрный слон · g1 белый конь | c7 чёрная пешка · f7 чёрный король · e6 чёрная пешка · g6 белый конь · h6 белая пешка · a5 чёрная пешка · g5 чёрная пешка · a3 чёрный слон · a2 белая пешка · f2 белая пешка · h2 белая пешка · b1 белый король · d1 чёрный слон · g1 белый конь | 3 |
| 2 | c7 чёрная пешка · f7 чёрный король · e6 чёрная пешка · g6 белый конь · h6 белая пешка · a5 чёрная пешка · g5 чёрная пешка · a3 чёрный слон · a2 белая пешка · f2 белая пешка · h2 белая пешка · b1 белый король · d1 чёрный слон · g1 белый конь | c7 чёрная пешка · f7 чёрный король · e6 чёрная пешка · g6 белый конь · h6 белая пешка · a5 чёрная пешка · g5 чёрная пешка · a3 чёрный слон · a2 белая пешка · f2 белая пешка · h2 белая пешка · b1 белый король · d1 чёрный слон · g1 белый конь | c7 чёрная пешка · f7 чёрный король · e6 чёрная пешка · g6 белый конь · h6 белая пешка · a5 чёрная пешка · g5 чёрная пешка · a3 чёрный слон · a2 белая пешка · f2 белая пешка · h2 белая пешка · b1 белый король · d1 чёрный слон · g1 белый конь | c7 чёрная пешка · f7 чёрный король · e6 чёрная пешка · g6 белый конь · h6 белая пешка · a5 чёрная пешка · g5 чёрная пешка · a3 чёрный слон · a2 белая пешка · f2 белая пешка · h2 белая пешка · b1 белый король · d1 чёрный слон · g1 белый конь | c7 чёрная пешка · f7 чёрный король · e6 чёрная пешка · g6 белый конь · h6 белая пешка · a5 чёрная пешка · g5 чёрная пешка · a3 чёрный слон · a2 белая пешка · f2 белая пешка · h2 белая пешка · b1 белый король · d1 чёрный слон · g1 белый конь | c7 чёрная пешка · f7 чёрный король · e6 чёрная пешка · g6 белый конь · h6 белая пешка · a5 чёрная пешка · g5 чёрная пешка · a3 чёрный слон · a2 белая пешка · f2 белая пешка · h2 белая пешка · b1 белый король · d1 чёрный слон · g1 белый конь | c7 чёрная пешка · f7 чёрный король · e6 чёрная пешка · g6 белый конь · h6 белая пешка · a5 чёрная пешка · g5 чёрная пешка · a3 чёрный слон · a2 белая пешка · f2 белая пешка · h2 белая пешка · b1 белый король · d1 чёрный слон · g1 белый конь | c7 чёрная пешка · f7 чёрный король · e6 чёрная пешка · g6 белый конь · h6 белая пешка · a5 чёрная пешка · g5 чёрная пешка · a3 чёрный слон · a2 белая пешка · f2 белая пешка · h2 белая пешка · b1 белый король · d1 чёрный слон · g1 белый конь | 2 |
| 1 | c7 чёрная пешка · f7 чёрный король · e6 чёрная пешка · g6 белый конь · h6 белая пешка · a5 чёрная пешка · g5 чёрная пешка · a3 чёрный слон · a2 белая пешка · f2 белая пешка · h2 белая пешка · b1 белый король · d1 чёрный слон · g1 белый конь | c7 чёрная пешка · f7 чёрный король · e6 чёрная пешка · g6 белый конь · h6 белая пешка · a5 чёрная пешка · g5 чёрная пешка · a3 чёрный слон · a2 белая пешка · f2 белая пешка · h2 белая пешка · b1 белый король · d1 чёрный слон · g1 белый конь | c7 чёрная пешка · f7 чёрный король · e6 чёрная пешка · g6 белый конь · h6 белая пешка · a5 чёрная пешка · g5 чёрная пешка · a3 чёрный слон · a2 белая пешка · f2 белая пешка · h2 белая пешка · b1 белый король · d1 чёрный слон · g1 белый конь | c7 чёрная пешка · f7 чёрный король · e6 чёрная пешка · g6 белый конь · h6 белая пешка · a5 чёрная пешка · g5 чёрная пешка · a3 чёрный слон · a2 белая пешка · f2 белая пешка · h2 белая пешка · b1 белый король · d1 чёрный слон · g1 белый конь | c7 чёрная пешка · f7 чёрный король · e6 чёрная пешка · g6 белый конь · h6 белая пешка · a5 чёрная пешка · g5 чёрная пешка · a3 чёрный слон · a2 белая пешка · f2 белая пешка · h2 белая пешка · b1 белый король · d1 чёрный слон · g1 белый конь | c7 чёрная пешка · f7 чёрный король · e6 чёрная пешка · g6 белый конь · h6 белая пешка · a5 чёрная пешка · g5 чёрная пешка · a3 чёрный слон · a2 белая пешка · f2 белая пешка · h2 белая пешка · b1 белый король · d1 чёрный слон · g1 белый конь | c7 чёрная пешка · f7 чёрный король · e6 чёрная пешка · g6 белый конь · h6 белая пешка · a5 чёрная пешка · g5 чёрная пешка · a3 чёрный слон · a2 белая пешка · f2 белая пешка · h2 белая пешка · b1 белый король · d1 чёрный слон · g1 белый конь | c7 чёрная пешка · f7 чёрный король · e6 чёрная пешка · g6 белый конь · h6 белая пешка · a5 чёрная пешка · g5 чёрная пешка · a3 чёрный слон · a2 белая пешка · f2 белая пешка · h2 белая пешка · b1 белый король · d1 чёрный слон · g1 белый конь | 1 |
|   | a | b | c | d | e | f | g | h |   |

Решение:
1. h6-h7 Сd1-h5! 

2. Кg6-f4!! (2.h8Ф? С:g6+ и 3… Сe7) 

Смысл хода, как выяснится на 7-м ходу — вскрыть диагональ d8-h4.
2 … g5:f4 

3. h7-h8Ф Сh5-g6+ 

4. Крb1-a1 Сa3-e7! 

5. Кg1-f3!! Сe7-f6+ 

6. Кf3-e5+ Крf7-e7 

7. Фh8-h4!! Сf6:h4 

8. Кe5:g6+
|   | a | b | c | d | e | f | g | h |   |
| - | --- | --- | --- | --- | --- | --- | --- | --- | - |
| 8 | g7 чёрная пешка · h7 чёрная пешка · c6 чёрный слон · c5 чёрный король · g4 белый слон · a3 белая ладья · d3 белый король · h1 чёрная ладья | g7 чёрная пешка · h7 чёрная пешка · c6 чёрный слон · c5 чёрный король · g4 белый слон · a3 белая ладья · d3 белый король · h1 чёрная ладья | g7 чёрная пешка · h7 чёрная пешка · c6 чёрный слон · c5 чёрный король · g4 белый слон · a3 белая ладья · d3 белый король · h1 чёрная ладья | g7 чёрная пешка · h7 чёрная пешка · c6 чёрный слон · c5 чёрный король · g4 белый слон · a3 белая ладья · d3 белый король · h1 чёрная ладья | g7 чёрная пешка · h7 чёрная пешка · c6 чёрный слон · c5 чёрный король · g4 белый слон · a3 белая ладья · d3 белый король · h1 чёрная ладья | g7 чёрная пешка · h7 чёрная пешка · c6 чёрный слон · c5 чёрный король · g4 белый слон · a3 белая ладья · d3 белый король · h1 чёрная ладья | g7 чёрная пешка · h7 чёрная пешка · c6 чёрный слон · c5 чёрный король · g4 белый слон · a3 белая ладья · d3 белый король · h1 чёрная ладья | g7 чёрная пешка · h7 чёрная пешка · c6 чёрный слон · c5 чёрный король · g4 белый слон · a3 белая ладья · d3 белый король · h1 чёрная ладья | 8 |
| 7 | g7 чёрная пешка · h7 чёрная пешка · c6 чёрный слон · c5 чёрный король · g4 белый слон · a3 белая ладья · d3 белый король · h1 чёрная ладья | g7 чёрная пешка · h7 чёрная пешка · c6 чёрный слон · c5 чёрный король · g4 белый слон · a3 белая ладья · d3 белый король · h1 чёрная ладья | g7 чёрная пешка · h7 чёрная пешка · c6 чёрный слон · c5 чёрный король · g4 белый слон · a3 белая ладья · d3 белый король · h1 чёрная ладья | g7 чёрная пешка · h7 чёрная пешка · c6 чёрный слон · c5 чёрный король · g4 белый слон · a3 белая ладья · d3 белый король · h1 чёрная ладья | g7 чёрная пешка · h7 чёрная пешка · c6 чёрный слон · c5 чёрный король · g4 белый слон · a3 белая ладья · d3 белый король · h1 чёрная ладья | g7 чёрная пешка · h7 чёрная пешка · c6 чёрный слон · c5 чёрный король · g4 белый слон · a3 белая ладья · d3 белый король · h1 чёрная ладья | g7 чёрная пешка · h7 чёрная пешка · c6 чёрный слон · c5 чёрный король · g4 белый слон · a3 белая ладья · d3 белый король · h1 чёрная ладья | g7 чёрная пешка · h7 чёрная пешка · c6 чёрный слон · c5 чёрный король · g4 белый слон · a3 белая ладья · d3 белый король · h1 чёрная ладья | 7 |
| 6 | g7 чёрная пешка · h7 чёрная пешка · c6 чёрный слон · c5 чёрный король · g4 белый слон · a3 белая ладья · d3 белый король · h1 чёрная ладья | g7 чёрная пешка · h7 чёрная пешка · c6 чёрный слон · c5 чёрный король · g4 белый слон · a3 белая ладья · d3 белый король · h1 чёрная ладья | g7 чёрная пешка · h7 чёрная пешка · c6 чёрный слон · c5 чёрный король · g4 белый слон · a3 белая ладья · d3 белый король · h1 чёрная ладья | g7 чёрная пешка · h7 чёрная пешка · c6 чёрный слон · c5 чёрный король · g4 белый слон · a3 белая ладья · d3 белый король · h1 чёрная ладья | g7 чёрная пешка · h7 чёрная пешка · c6 чёрный слон · c5 чёрный король · g4 белый слон · a3 белая ладья · d3 белый король · h1 чёрная ладья | g7 чёрная пешка · h7 чёрная пешка · c6 чёрный слон · c5 чёрный король · g4 белый слон · a3 белая ладья · d3 белый король · h1 чёрная ладья | g7 чёрная пешка · h7 чёрная пешка · c6 чёрный слон · c5 чёрный король · g4 белый слон · a3 белая ладья · d3 белый король · h1 чёрная ладья | g7 чёрная пешка · h7 чёрная пешка · c6 чёрный слон · c5 чёрный король · g4 белый слон · a3 белая ладья · d3 белый король · h1 чёрная ладья | 6 |
| 5 | g7 чёрная пешка · h7 чёрная пешка · c6 чёрный слон · c5 чёрный король · g4 белый слон · a3 белая ладья · d3 белый король · h1 чёрная ладья | g7 чёрная пешка · h7 чёрная пешка · c6 чёрный слон · c5 чёрный король · g4 белый слон · a3 белая ладья · d3 белый король · h1 чёрная ладья | g7 чёрная пешка · h7 чёрная пешка · c6 чёрный слон · c5 чёрный король · g4 белый слон · a3 белая ладья · d3 белый король · h1 чёрная ладья | g7 чёрная пешка · h7 чёрная пешка · c6 чёрный слон · c5 чёрный король · g4 белый слон · a3 белая ладья · d3 белый король · h1 чёрная ладья | g7 чёрная пешка · h7 чёрная пешка · c6 чёрный слон · c5 чёрный король · g4 белый слон · a3 белая ладья · d3 белый король · h1 чёрная ладья | g7 чёрная пешка · h7 чёрная пешка · c6 чёрный слон · c5 чёрный король · g4 белый слон · a3 белая ладья · d3 белый король · h1 чёрная ладья | g7 чёрная пешка · h7 чёрная пешка · c6 чёрный слон · c5 чёрный король · g4 белый слон · a3 белая ладья · d3 белый король · h1 чёрная ладья | g7 чёрная пешка · h7 чёрная пешка · c6 чёрный слон · c5 чёрный король · g4 белый слон · a3 белая ладья · d3 белый король · h1 чёрная ладья | 5 |
| 4 | g7 чёрная пешка · h7 чёрная пешка · c6 чёрный слон · c5 чёрный король · g4 белый слон · a3 белая ладья · d3 белый король · h1 чёрная ладья | g7 чёрная пешка · h7 чёрная пешка · c6 чёрный слон · c5 чёрный король · g4 белый слон · a3 белая ладья · d3 белый король · h1 чёрная ладья | g7 чёрная пешка · h7 чёрная пешка · c6 чёрный слон · c5 чёрный король · g4 белый слон · a3 белая ладья · d3 белый король · h1 чёрная ладья | g7 чёрная пешка · h7 чёрная пешка · c6 чёрный слон · c5 чёрный король · g4 белый слон · a3 белая ладья · d3 белый король · h1 чёрная ладья | g7 чёрная пешка · h7 чёрная пешка · c6 чёрный слон · c5 чёрный король · g4 белый слон · a3 белая ладья · d3 белый король · h1 чёрная ладья | g7 чёрная пешка · h7 чёрная пешка · c6 чёрный слон · c5 чёрный король · g4 белый слон · a3 белая ладья · d3 белый король · h1 чёрная ладья | g7 чёрная пешка · h7 чёрная пешка · c6 чёрный слон · c5 чёрный король · g4 белый слон · a3 белая ладья · d3 белый король · h1 чёрная ладья | g7 чёрная пешка · h7 чёрная пешка · c6 чёрный слон · c5 чёрный король · g4 белый слон · a3 белая ладья · d3 белый король · h1 чёрная ладья | 4 |
| 3 | g7 чёрная пешка · h7 чёрная пешка · c6 чёрный слон · c5 чёрный король · g4 белый слон · a3 белая ладья · d3 белый король · h1 чёрная ладья | g7 чёрная пешка · h7 чёрная пешка · c6 чёрный слон · c5 чёрный король · g4 белый слон · a3 белая ладья · d3 белый король · h1 чёрная ладья | g7 чёрная пешка · h7 чёрная пешка · c6 чёрный слон · c5 чёрный король · g4 белый слон · a3 белая ладья · d3 белый король · h1 чёрная ладья | g7 чёрная пешка · h7 чёрная пешка · c6 чёрный слон · c5 чёрный король · g4 белый слон · a3 белая ладья · d3 белый король · h1 чёрная ладья | g7 чёрная пешка · h7 чёрная пешка · c6 чёрный слон · c5 чёрный король · g4 белый слон · a3 белая ладья · d3 белый король · h1 чёрная ладья | g7 чёрная пешка · h7 чёрная пешка · c6 чёрный слон · c5 чёрный король · g4 белый слон · a3 белая ладья · d3 белый король · h1 чёрная ладья | g7 чёрная пешка · h7 чёрная пешка · c6 чёрный слон · c5 чёрный король · g4 белый слон · a3 белая ладья · d3 белый король · h1 чёрная ладья | g7 чёрная пешка · h7 чёрная пешка · c6 чёрный слон · c5 чёрный король · g4 белый слон · a3 белая ладья · d3 белый король · h1 чёрная ладья | 3 |
| 2 | g7 чёрная пешка · h7 чёрная пешка · c6 чёрный слон · c5 чёрный король · g4 белый слон · a3 белая ладья · d3 белый король · h1 чёрная ладья | g7 чёрная пешка · h7 чёрная пешка · c6 чёрный слон · c5 чёрный король · g4 белый слон · a3 белая ладья · d3 белый король · h1 чёрная ладья | g7 чёрная пешка · h7 чёрная пешка · c6 чёрный слон · c5 чёрный король · g4 белый слон · a3 белая ладья · d3 белый король · h1 чёрная ладья | g7 чёрная пешка · h7 чёрная пешка · c6 чёрный слон · c5 чёрный король · g4 белый слон · a3 белая ладья · d3 белый король · h1 чёрная ладья | g7 чёрная пешка · h7 чёрная пешка · c6 чёрный слон · c5 чёрный король · g4 белый слон · a3 белая ладья · d3 белый король · h1 чёрная ладья | g7 чёрная пешка · h7 чёрная пешка · c6 чёрный слон · c5 чёрный король · g4 белый слон · a3 белая ладья · d3 белый король · h1 чёрная ладья | g7 чёрная пешка · h7 чёрная пешка · c6 чёрный слон · c5 чёрный король · g4 белый слон · a3 белая ладья · d3 белый король · h1 чёрная ладья | g7 чёрная пешка · h7 чёрная пешка · c6 чёрный слон · c5 чёрный король · g4 белый слон · a3 белая ладья · d3 белый король · h1 чёрная ладья | 2 |
| 1 | g7 чёрная пешка · h7 чёрная пешка · c6 чёрный слон · c5 чёрный король · g4 белый слон · a3 белая ладья · d3 белый король · h1 чёрная ладья | g7 чёрная пешка · h7 чёрная пешка · c6 чёрный слон · c5 чёрный король · g4 белый слон · a3 белая ладья · d3 белый король · h1 чёрная ладья | g7 чёрная пешка · h7 чёрная пешка · c6 чёрный слон · c5 чёрный король · g4 белый слон · a3 белая ладья · d3 белый король · h1 чёрная ладья | g7 чёрная пешка · h7 чёрная пешка · c6 чёрный слон · c5 чёрный король · g4 белый слон · a3 белая ладья · d3 белый король · h1 чёрная ладья | g7 чёрная пешка · h7 чёрная пешка · c6 чёрный слон · c5 чёрный король · g4 белый слон · a3 белая ладья · d3 белый король · h1 чёрная ладья | g7 чёрная пешка · h7 чёрная пешка · c6 чёрный слон · c5 чёрный король · g4 белый слон · a3 белая ладья · d3 белый король · h1 чёрная ладья | g7 чёрная пешка · h7 чёрная пешка · c6 чёрный слон · c5 чёрный король · g4 белый слон · a3 белая ладья · d3 белый король · h1 чёрная ладья | g7 чёрная пешка · h7 чёрная пешка · c6 чёрный слон · c5 чёрный король · g4 белый слон · a3 белая ладья · d3 белый король · h1 чёрная ладья | 1 |
|   | a | b | c | d | e | f | g | h |   |

Решение:
1. Лa3-c3+ Крc5-b5 

2. Лc3:c6!! Лh1-g1! 

3. Сg4-f3 Лg1-g3 

4. Крd3-e2! Лg3:f3! 

5. Лc6-h6!! 